# Reich-Volksordnung-Lebensraum
Reich-Volksordnung-Lebensraum (RVL) mit dem Untertitel «Zeitschrift für völkische Verfassung und Verwaltung» erschien von 1941 bis 1943 als geopolitisches und verwaltungswissenschaftliches Organ des Reichsforschungsrates.

## Themen
Themenschwerpunkte waren die Neustrukturierung der eroberten Länder, die Rassenpolitik und in Sachfragen verpackte interne Positionskämpfe der SS-Staatswissenschaft. Die Zeitschrift diente nicht der Indoktrination breiterer Schichten oder als Diskussionsforum für Staats- und Verwaltungsrechtler, sondern vor allem der Selbstverständigung der Führungszirkel der SS-Juristen.
Programmatisch sollte die RVL nationalsozialistische Europapläne erläutern und die praktischen und wissenschaftlichen Anforderungen unter einheitlichen Leitgedanken erörtern, die die völkische Großraumordnung des gemeinsamen Lebensraumes mit sich brächte.
Nachdem der Kriegsverlauf 1943 jede Großraumplanung obsolet gemacht hatte, wurde die Zeitschrift eingestellt.